# Рыночная площадь (Луцк)
Рыночная площадь — одна из старейших и исторически важных площадей Луцка, расположенная в историко-культурном заповеднике «Старый Луцк». Отсюда берут своё начало улицы Даниила Галицкого, Драгоманова и Кондзелевича.
Площадь возникла в эпоху позднего Средневековья, значительно развившись после предоставления городу Магдебургского права. Она была основным экономическим плацдармом городской общественности Луцка и играла значение социально-политического ядра города — здесь находились органы городского управления, происходили общественные и другие собрания. Здесь шла торговля со странами Европы и Востока. Рядом с площадью располагались престижные и богатые улицы. Рыночная площадь неоднократно страдала от пожаров, после одного из них произошедшего в XVIII веке, в котором сгорела ратуша, потеряла своё значение как экономического ядра города.
На сегодняшний день площадь отреставрирована.

## История

### География местности и первые поселения
Согласно проведенным геологическим исследованиям, холм на котором расположена площадь, в доисторический период, затапливался рекой Стыр . Со временем, когда уровень воды в реке начал спадать, площадь холма начала увеличиваться. Уже в VIII—IX веках эта часть входила в состав города, это показали археологические исследования культурного слоя глубиной до 7 м. Древнейшие наслоения — остатки деревянного жилья каркасно-столбовой конструкции и керамики указанных веков. В этом слое также зафиксировано значительное повышение уровня воды в IX-X веках. В других регионах Европы примерно в этот же период наблюдались сильные наводнения. С X века наводнения прекращаются — холм снова заселяется. В археологическом слое датированном XII—XIII вв. обнаружены следы многочисленных пожаров, причиной которых является взятие города монголо-татарами.

### Зарождение экономического и политического ядра города
Началом планомерного заселения площади началось с X века. В то время здесь уже существовала застройка полуземляночного и земляночное типа каркасно-столбовой конструкции, характерной для городов Центральной Европы. В XII веке здесь зародилась активная торговля, к которой приобщились как местное население, так и купцы, передвигавшиеся торговым путями, которые проходили через Волынь. В это время Луцк вел торговлю с прибалтийскими городами. Во время раскопок в городе был найден клад из немецких денариев и вендок этого периода. Позже были найдены изделия из янтаря. К находкам также относятся византийские монеты.